# Marca de Verona

Italia în jurul anului 1000; Verona, marcată în albastru, se afla sub suzeranitatea ducilor de Carintia.

Marca de Verona și Aquileia a fost marcă (district de frontieră) situată în regiunea de nord-est a Regatului medieval al Italiei, axată pe orașele Verona și Aquileia. Exceptând teritoriul Veneției, marca de Verona includea teritoriile actualelor regiuni italiene Veneto și Friuli-Veneția Giulia, precum și Istria și Trentino până la valea râului Adige. Marca de Verona a fost o provincie importantă din punct de vedere strategic, care asigura trecerea dinspre sud, prin pasurile și trecătorile Alpilor către Raetia. 

## Istoria
Marca Veronensis et Aquileiensis a fost întemeiată de către regele Berengar I al Italiei în jurul anului 890, ca partea restructurării generale operate asuptra posesiunilor sale, atunci când a înlocuit fosta Marcă de Friuli a carolingienilor, deținută de locotenentul lui Berengar, Walfred. Ea era separată de Regatul Italiei după ce regele Germaniei Otto I "cel Mare" a purtat o campanie victorioasă împotriva regelui Berengar al II-lea al Italiei în 951. La adunarea imperială de la Augsburg din anul următor, lui Berengar al II-lea i se permitea să se mențină ca rege al Italiei, însă era nevoit să renunțe la marca veroneză, care a fost atașată Ducatului de Bavaria aflat sub conducerea fratelui lui Otto, ducele Henric I. Tot cu acea ocazie, Marca de Istria a fost atașată Veronei ca un comitat. Între 952 și 975, atât Marca de Carintia cât și Verona se aflau sub controlul ducilor de Bavaria, formându-se astfel o masivî feudă de teritorii italiene, germane și slave sub controlul rudelor lui Otto I din dinastia saxonă a Ottonienilor.
În 976, împăratul Otto al II-lea l-a depus pe vărul său, ducele Henric al II-lea de Bavaria și i-a instituit pe ducii de Carintia ca stăpâni asupra teritoriilor sud-estice, moment din care Verona a devenit o marcă carintiană sub familia Luitpoldingilor, reprezentată de noul duce al Bavariei Henric al III-lea "cel Tânăr". În funcție de evoluția evenimentelor, marca de Verona s-a aflat sub un control riguros al ducilor de Carintia sau dimpotrivă, manifesta largi tendințe autonome. Astfel, în anul 975, a fost emisă o chartă comunală în orașul Verona, ocazie cu care împăratul Otto al II-lea a conferit Veronei puterile unui marchizat. Din acel moment, orașul Verona, ca și alte orașe ale mărcii au evoluat către comune independente, iar titlul de Margraf de Verona a devenit o onoare lipsită de conținut pentru casele ducilor de Bavaria sau Carintia. Ca urmare, împărații romano-germani au început să numească vicari pentru a fi reprezentați în teritoriul Veronei, în locul margrafilor.
Începând din 1004, unele teritorii din nord-vestul Italiei au fost atribuite episcopiei imperiale de Trento de către împăratul Henric al II-lea "cel Sfânt", al cărui succesor, Conrad al II-lea a acordat autoritatea comitală în Trento episcopilor, începând din anul 1027. În 1061, împărăteasa-văduvă Agnes de Poitou l-a înfeudat pe contele șvab Berthold din casa de Zähringen cu Carintia și cu Verona. Deși nu a reușit să se impună nici ca duce de Carintia și nici ca margraf de Verona, Berthold a lăsat prin testament titlul margrafial pentru descendenții săi din casa de Baden. În acel timp, la 1070, Istria a redevenit margrafat și a fost detașată de Verona, iar în perioada Luptei pentru Învestitură (la 1077) teritoriile din Friuli din est, alături de orașul patriarhal Aquileia au fost de asemenea separate, pentru a se constitui într-un stat ecleziastic, Patriarhatul de Aquileia, vasal direct al regelui Henric al IV-lea. 
Până la urmă, în 1151 regele Conrad al III-lea al Germaniei l-a dezmoștenit pe ducele Henric al VI-lea de Carintia de marca veroneză, unde l-a înfeudat pe margraful Herman al III-lea de Baden. Între timp însă, în 1164, cele mai importante orașe au constituit "Liga veorneză", o uniune având ca scop protejarea independenței orășenești împotriva agresivei politici italiene a împăratului Frederic I "Barbarossa". Liga era condusă de către Veneția, ceilalți membri fiind Verona, Padova, Vicenza și Treviso. În 1167, "Liga veroneză" s-a raliat Ligii lombarde; acest act a constituit de facto sfârșitul mărcii de Verona, fapt confirmat în urma victoriei ligii din bătălia de la Legnano din 1176. Împărații romano-germani au continuat să numească vicari și în secolul al XV-lea, deși funcția devenise deja pur nominală, în condițiile în care cea mai mare parte a teritoriului mărcii era în stăpânirea Veneției.

## Margrafi

### Duci de Bavaria
- 952 – 955: Henric I, totodată duce de Bavaria (947-955)
- 955 – 975: Henric al II-lea "cel Certăreț", fiul lui Henric I, totodată duce de Bavaria (955-976, 985-995) și duce de Carintia (989-995), depus

### Duci de Carintia
- 976 – 978: Henric al III-lea "cel Tânăr", totodată duce de Carintia (976-978, 985-989), ulterior duce de Bavaria (982-985), depus
- 978 – 985: Otto I, totodată duce de Carintia (978-985, 1002-1004)
- 985 – 989: Henric al III-lea "cel Tânăr", restaurat
- 989 – 995: Henric al II-lea "cel Certăreț", restaurat
- 995 – 1004: Otto I, restaurat
- 1004 – 1011: Conrad I, totodată duce de Carintia (1004-1011)
- 1011 – 1035: Adalbero de Eppenstein, totodată duce de Carintia (1011-1035), anterior margraf de Stiria (cca. 1000-1035)
- 1035 – 1039: Conrad al II-lea, fiul lui Conrad I, totodată duce de Carintia (1036-1039)
  - 1039 – 1047: vacant, conducere directă a regelui Henric al III-lea al Germaniei
- 1047 – 1055: Welf, totodată duce de Carintia (1047-1055)
- 1056 – 1061: Conrad al III-lea, totodată duce de Carintia (1056-1061)
- 1061 – 1077: Berthold I, totodată duce de Carintia (1061-1077)
- 1077 – 1090: Liutold de Eppenstein, totodată duce de Carintia (1077-1090)
- 1090 – 1122: Henric al IV-lea, totodată duce de Carintia (1090-1122)
- 1122 – 1123: Henric al V-lea, totodată duce de Carintia (1122-1123)
- 1123 – 1135: Engelbert, totodată duce de Carintia (1123-1134), anterior margraf de Istria și de Carniola (1107-1124)
- 1135 – 1144: Ulrich I, totodată duce de Carintia (1134-1144)
- 1144 – 1151: Henric al VI-lea, totodată duce de Carintia (1144-1161)

### Casa deBaden(conducători titulari)
- 1061 – 1073: Herman I, fiul lui Berthold I
  - cca. 1095: Milo
  - 1100 – 1115: Matilda, totodată margrafină de Toscana (1052-1115), ducesă de Spoleto (1055-1082, 1086-1093)
- 1112 – 1130: Herman al II-lea, fiul lui Herman I

### Casa deBaden(conducători efectivi)
- 1151 – 1160: Herman al III-lea, fiul lui Herman al II-lea, totodată margraf de Baden
- 1160 – 1190: Herman al IV-lea, fiul lui Herman al III-lea, totodată margraf de Baden
- 1190 – 1243: Herman al V-lea, fiul lui Herman al IV-lea, totodată margraf de Baden
  - 1223 – 1233: Ezzelino da Romano
- 1243 – 1250: Herman al VI-lea, fiul lui Herman al V-lea, totodată margraf de Baden
- 1250 – 1268: Frederic I, fiul lui Herman al VI-lea, decapitat din ordinul lui Carol de Anjou